# Лауреаты Премии Правительства Российской Федерации в области науки и техники (2019)
Лауреаты Премии Правительства Российской Федерации в области науки и техники 2019 года — перечень 131 соискателей, награждённых правительственной наградой Российской Федерации за достижения в науке и технике в 2019 году. Премии присуждены за работы в области медицины, энергетики, геологии, производственных технологий, материаловедения, машиностроения, транспорта, информационных технологий, экологии и сельского хозяйства.
Постановлением Правительства РФ от 24 октября 2013 года № 954 с 1 января 2014 года учреждены 20 ежегодных премий в области науки и техники, в том числе пять премий за работы в сфере обороны и безопасности, в размере 2 млн рублей каждая.
Лауреаты определены Распоряжением Правительства РФ от 29 ноября 2019 года № 2846-р. Внесено Минобрнауки России на основании решения Межведомственного совета по присуждению премий Правительства Российской Федерации в области науки и техники.

## Легенда
Приводятся данные по премированной работе; фамилии лауреатов, их должность и место работы; номер абзаца в Постановлении

## Лауреаты
| номер | Лауреаты | Премированная работа |
| ----- | --- | --- |
| 1.    | Соловьеву Сергею Геннадьевичу, кандидату технических наук, главному эксперту акционерного общества «Центральный проектно-технологический институт», руководителю работы; Лежнину Андрею Валерьевичу, Кулагину Алексею Николаевичу, руководителям проекта департамента акционерного общества «ТВЭЛ»; Козину Вячеславу Валерьевичу, кандидату технических наук, заместителю генерального директора — генеральному конструктору общества с ограниченной ответственностью "Научно-производственное объединение «Центротех», Беспалову Андрею Владимировичу, начальнику отдела, Аксючицу Александру Васильевичу, главному специалисту, Кузнецовой Елене Евгеньевне, инженеру-конструктору 1 категории, — работникам того же общества; Слободонюк Марии Валерьевне, главному специалисту отдела публичного акционерного общества «Ковровский механический завод»; Зеленскому Леониду Николаевичу, заместителю начальника отдела акционерного общества «Уральский электрохимический комбинат» | за разработку, освоение серийного выпуска и внедрение в промышленное производство по разделению изотопов урана принципиально новой газовой центрифуги поколения 9+ |
| 2.    | Нигматулину Роберту Искандровичу, профессору, академику Российской академии наук, главному научному сотруднику федерального государственного бюджетного учреждения науки Институт проблем сверхпластичности металлов Российской академии наук, руководителю работы, Мулюкову Радику Рафиковичу, члену-корреспонденту Российской академии наук, директору того же учреждения, докторам физико-математических наук; Ганиеву Ривнеру Фазыловичу, доктору технических наук, профессору, академику Российской академии наук, научному руководителю федерального государственного бюджетного учреждения науки Институт машиноведения им. А. А. Благонравова Российской академии наук; Аскарову Роберту Марагимовичу, доктору технических наук, доценту кафедры федерального государственного бюджетного образовательного учреждения высшего образования «Уфимский государственный нефтяной технический университет»; Усманову Рустему Ринатовичу, кандидату технических наук, генеральному директору общества с ограниченной ответственностью «Газпром трансгаз Казань»; Чучкалову Михаилу Владимировичу, доктору технических наук, начальнику отдела общества с ограниченной ответственностью «Газпром трансгаз Уфа»; Лопатину Алексею Сергеевичу, заведующему кафедрой федерального государственного автономного образовательного учреждения высшего образования «Российский государственный университет нефти и газа (национальный исследовательский университет) имени И. М. Губкина», Халлыеву Назару, профессору кафедры того же учреждения, докторам технических наук, профессорам | за создание и внедрение комплекса передовых технологий, обеспечивающих механическую целостность трубопроводных систем |
| 3.    | Малышеву Юрию Николаевичу, доктору технических наук, профессору, академику Российской академии наук, президенту межрегиональной общественной организации «Академия горных наук», руководителю работы; Артемьеву Владимиру Борисовичу, доктору технических наук, заместителю генерального директора — директору по производственным операциям акционерного общества «Сибирская Угольная Энергетическая Компания»; Вайсбергу Леониду Абрамовичу, доктору технических наук, академику Российской академии наук, научному руководителю Научно-производственной корпорации «Механобр-техника» (акционерное общество); Гаркавенко Николаю Ильичу, кандидату экономических наук, профессору, генеральному директору Страхового Акционерного Общества «Геополис»; Зайденваргу Валерию Евгеньевичу, доктору технических наук, советнику генерального директора общества с ограниченной ответственностью «КАРАКАН ИНВЕСТ», Краснянскому Георгию Леонидовичу, доктору экономических наук, председателю совета директоров того же общества, профессорам; Ковальчуку Александру Борисовичу, доктору технических наук, профессору, советнику генерального директора акционерного общества «Русский уголь»; Мохначуку Ивану Ивановичу, кандидату экономических наук, председателю Российского независимого профсоюза работников угольной промышленности (Росуглепроф); Рожкову Анатолию Алексеевичу, доктору экономических наук, профессору, директору по науке акционерного общества «Региональные отраслевые системы информационного обеспечения угольной промышленности»; Шафранику Юрию Константиновичу, доктору экономических наук, председателю совета директоров закрытого акционерного общества "Межгосударственная нефтяная компания «СоюзНефтеГаз» | за разработку и реализацию механизмов структурной перестройки и технологического развития угольной промышленности Российской Федерации (1994—2018 годы) |
| 4.    | Белому Александру Сергеевичу, доктору химических наук, профессору, заведующему лабораторией федерального государственного бюджетного учреждения науки Институт проблем переработки углеводородов Сибирского отделения Российской академии наук, руководителю работы, Дуплякину Валерию Кузьмичу, главному научному сотруднику, Лавренову Александру Валентиновичу, директору, докторам химических наук, доцентам, Смоликову Михаилу Дмитриевичу, кандидату химических наук, старшему научному сотруднику, — работникам того же учреждения; Англюстеру Владимиру Викторовичу, главному инженеру акционерного общества «Ангарский завод катализаторов и органического синтеза», Томину Виктору Петровичу, доктору технических наук, профессору, генеральному директору того же акционерного общества; Караванову Андрею Николаевичу, кандидату химических наук, начальнику отдела публичного акционерного общества "Нефтяная компания «Роснефть», Романову Александру Анатольевичу, вице-президенту того же акционерного общества; Бухтиярову Валерию Ивановичу, доктору химических наук, профессору, академику Российской академии наук, директору федерального государственного бюджетного учреждения науки "Федеральный исследовательский центр «Институт катализа им. Г. К. Борескова Сибирского отделения Российской академии наук»; Капустину Владимиру Михайловичу, доктору технических наук, профессору, заведующему кафедрой федерального государственного автономного образовательного учреждения высшего образования «Российский государственный университет нефти и газа (национальный исследовательский университет) имени И. М. Губкина» | за разработку новых импортозамещающих технологий производства катализаторов риформинга и их промышленное освоение на нефтеперерабатывающих заводах Российской Федерации |
| 5.    | Шатохину Игорю Михайловичу, генеральному директору общества с ограниченной ответственностью "Научно-техническая производственная фирма «Эталон», руководителю работы, Манашеву Ильдару Рауэфовичу, кандидату технических наук, заместителю генерального директора, Орлову Геннадию Александровичу, главному конструктору, — работникам того же общества; Леонтьеву Леопольду Игоревичу, доктору технических наук, академику Российской академии наук, главному научному сотруднику федерального государственного бюджетного учреждения науки Институт металлургии Уральского отделения Российской академии наук; Зиатдинову Мансуру Хузиахметовичу, доктору технических наук, ведущему научному сотруднику федерального государственного автономного образовательного учреждения высшего образования «Национальный исследовательский Томский государственный университет»; Захарову Игорю Михайловичу, начальнику цеха акционерного общества «ЕВРАЗ Нижнетагильский металлургический комбинат»; Цырлину Михаилу Борисовичу, доктору технических наук, бывшему главному специалисту филиала публичного акционерного общества «Новолипецкий металлургический комбинат» в городе Екатеринбурге — «НЛМК-Урал»; Ушакову Сергею Николаевичу, заместителю генерального директора публичного акционерного общества «Магнитогорский металлургический комбинат»; Трубачеву Михаилу Владимировичу, кандидату технических наук, начальнику отдела акционерного общества «Уралредмет»; Борисову Андрею Михайловичу, заместителю исполнительного директора публичного акционерного общества «Ключевский завод ферросплавов» | за разработку физико-химических основ и внедрение новой высокоэффективной экологически чистой технологии композиционных материалов для металлургии с применением синтеза горением при высоких давлениях и освоение с их использованием производства новых марок стали, титановых сплавов и огнеупоров                 |
| 6.    | Енгашеву Сергею Владимировичу, доктору ветеринарных наук, члену-корреспонденту Российской академии наук, генеральному директору общества с ограниченной ответственностью «Научно-внедренческий центр Агроветзащита», руководителю работы, Околеловой Тамаре Михайловне, доктору биологических наук, заместителю директора того же общества, профессорам; Гулюкину Михаилу Ивановичу, доктору ветеринарных наук, профессору, академику Российской академии наук, руководителю научного направления федерального государственного бюджетного научного учреждения «Федеральный научный центр — Всероссийский научно-исследовательский институт экспериментальной ветеринарии имени К. И. Скрябина и Я. Р. Коваленко Российской академии наук»; Дорожкину Василию Ивановичу, доктору биологических наук, профессору, академику Российской академии наук, руководителю Всероссийского научно-исследовательского института ветеринарной санитарии, гигиены и экологии — филиала федерального государственного бюджетного научного учреждения «Федеральный научный центр — Всероссийский научно-исследовательский институт экспериментальной ветеринарии имени К. И. Скрябина и Я. Р. Коваленко Российской академии наук»; Кочиш Оксане Ивановне, кандидату биологических наук, ведущему ветеринарному врачу государственного бюджетного учреждения города Москвы «Московское объединение ветеринарии»; Самоделкину Александру Геннадьевичу, доктору биологических наук, профессору, руководителю центра автономной некоммерческой профессиональной образовательной организации «Академия технологии и управления»; Сочневу Василию Васильевичу, доктору ветеринарных наук, профессору, члену-корреспонденту Российской академии наук, профессору кафедры федерального государственного бюджетного образовательного учреждения высшего образования «Нижегородская государственная сельскохозяйственная академия»; Стекольникову Анатолию Александровичу, доктору ветеринарных наук, профессору, академику Российской академии наук, ректору, заведующему кафедрой федерального государственного бюджетного образовательного учреждения высшего образования «Санкт-Петербургская государственная академия ветеринарной медицины»; Лесниченко Ирине Юрьевне, кандидату ветеринарных наук, руководителю департамента общества с ограниченной ответственностью «НВЦ Агроветзащита С-П.»; Струку Александру Николаевичу, доктору сельскохозяйственных наук, директору СП «Светлый» акционерного общества "Агрофирма «Восток» | за разработку и внедрение в производство отечественных инновационных средств, технологий и методов защиты здоровья животных, обеспечивающих увеличение производства животноводческой продукции и биологическую безопасность страны                                                                                    |
| 7.    | Титову Евгению Викторовичу, кандидату экономических наук, президенту общества с ограниченной ответственностью Управляющая компания «Чайковский текстиль», руководителю работы, Загородникову Сергею Викторовичу, исполнительному директору, Назарову Алексею Валентиновичу, главному технологу, Сильченко Елене Владимировне, кандидату технических наук, руководителю управления, — работникам того же общества; Дембицкому Сергею Геннадьевичу, доктору экономических наук, проректору федерального государственного бюджетного образовательного учреждения высшего образования «Российский государственный университет им. А. Н. Косыгина (Технологии. Дизайн. Искусство)», Кирсановой Елене Александровне, доктору технических наук, профессору кафедры того же учреждения, профессорам; Переборовой Нине Викторовне, кандидату технических наук, начальнику управления, доценту кафедры федерального государственного бюджетного образовательного учреждения высшего образования «Санкт-Петербургский государственный университет промышленных технологий и дизайна»; Когану Александру Григорьевичу, доктору технических наук, профессору, профессору кафедры учреждения образования «Витебский государственный технологический университет»; Леваковой Наталии Марковне, кандидату технических наук, генеральному директору общества с ограниченной ответственностью «ТЕКС-ЦЕНТР»; Мурадяну Вячеславу Ервандовичу, кандидату химических наук, заместителю директора общества с ограниченной ответственностью «Международный Научный Центр по Теплофизике и Энергетике» | за научное обоснование и разработку новых инновационных текстильных материалов, спецодежды, униформы и современных технологий их изготовления для решения задач импортозамещения |
| 8.    | Потапову Александру Александровичу, академику Российской академии наук, директору федерального государственного автономного учреждения «Национальный медицинский исследовательский центр нейрохирургии имени академика Н. Н. Бурденко» Министерства здравоохранения Российской Федерации, руководителю работы, Горелышеву Сергею Кирилловичу, Кравчуку Александру Дмитриевичу, профессорам, Шиманскому Вадиму Николаевичу, заместителю директора, профессору, Калинину Павлу Львовичу, ведущему научному сотруднику, Пицхелаури Давиду Ильичу, Яковлеву Сергею Борисовичу, заведующим отделениями, Таняшину Сергею Владимировичу, главному научному сотруднику, Шкарубо Алексею Николаевичу, доценту, ведущему научному сотруднику, докторам медицинских наук, — работникам того же учреждения; Черебилло Владиславу Юрьевичу, доктору медицинских наук, профессору, заведующему кафедрой федерального государственного бюджетного образовательного учреждения высшего образования «Первый Санкт-Петербургский государственный медицинский университет имени академика И. П. Павлова» Министерства здравоохранения Российской Федерации | за разработку и внедрение в клиническую практику инновационных микрохирургических, эндоскопических, эндоваскулярных и реконструктивных операций в нейрохирургии при патологических процессах основания черепа |
| 9.    | Бородину Валерию Викторовичу, начальнику отдела акционерного общества "Производственное объединение «Северное машиностроительное предприятие», руководителю работы, Антошину Борису Ивановичу, старшему строителю кораблей отдела, Борисову Эдуарду Сергеевичу, главному советнику генерального директора, Будниченко Михаилу Анатольевичу, кандидату технических наук, генеральному директору, Кузьмину Василию Васильевичу, заместителю начальника бюро — главному конструктору, Моногарову Юрию Павловичу, первому заместителю главного инженера, Никитину Владимиру Николаевичу, заместителю главного технолога, — работникам того же акционерного общества; Вильниту Игорю Владимировичу, доктору технических наук, генеральному директору акционерного общества "Центральное конструкторское бюро морской техники «Рубин», Торопову Евгению Евгеньевичу, кандидату технических наук, главному конструктору того же акционерного общества; Вовку Владимиру Степановичу, доктору геолого-минералогических наук, кандидату технических наук, советнику общества с ограниченной ответственностью «Газпром нефть шельф» | за разработку технологии и освоение промышленного производства крупных нефтегазовых комплексов для континентального шельфа России |
| 10.   | Розенбергу Игорю Наумовичу, генеральному директору акционерного общества «Научно-исследовательский и проектно-конструкторский институт информатизации, автоматизации и связи на железнодорожном транспорте», руководителю работы, Розенбергу Ефиму Наумовичу, первому заместителю генерального директора, профессорам, Матюхину Владимиру Георгиевичу, первому заместителю генерального директора, Уманскому Владимиру Ильичу, заместителю генерального директора, докторам технических наук, Воронину Владимиру Альбертовичу, начальнику отделения, Гургенидзе Инне Романовне, заместителю руководителя центра, Попову Павлу Александровичу, кандидату технических наук, руководителю центра, Самбурскому Илье Михайловичу, руководителю центра, Шабунину Александру Борисовичу, Шухиной Елене Евгеньевне, руководителям комплексов, — работникам того же акционерного общества | за разработку и внедрение автоматизированного комплекса управления движением поездов с интеллектуальной системой интервального регулирования на основе бессветофорной технологии с подвижными блок-участками на Московском центральном кольце                                                                         |
| 11.   | Бакрадзе Михаилу Михайловичу, начальнику отделения федерального государственного унитарного предприятия «Всероссийский научно-исследовательский институт авиационных материалов», руководителю работы, Антипову Владиславу Валерьевичу, заместителю генерального директора, Свиридову Александру Владимировичу, начальнику лаборатории, кандидатам технических наук, Капитаненко Денису Владимировичу, начальнику лаборатории, Крюкову Михаилу Александровичу, заместителю начальника лаборатории, Грибкову Максиму Сергеевичу, ведущему инженеру, Летникову Михаилу Николаевичу, начальнику сектора, — работникам того же предприятия; Скуратко Михаилу Федоровичу, генеральному директору акционерного общества «Пензадизельмаш», Алимову Игорю Владимировичу, заместителю главного конструктора, Титову Александру Сергеевичу, начальнику конструкторского бюро, — работникам того же акционерного общества | за разработку и внедрение в производство технологии сборки и электроннолучевой сварки валов роторов турбокомпрессоров дизель-генераторов тепловозов из конструкционной стали с дисками из жаропрочных сплавов на никелевой основе, изготовленных с применением высокоэффективной изотермической деформации на воздухе |
| 12.   | Донченко Сергею Ивановичу, профессору, генеральному директору федерального государственного унитарного предприятия «Всероссийский научно-исследовательский институт физико-технических и радиотехнических измерений», руководителю работы, Блинову Игорю Юрьевичу, заместителю генерального директора — начальнику центра, Денисенко Олегу Валентиновичу, заместителю генерального директора — начальнику отделения, Домнину Юрию Сергеевичу, доценту, главному научному сотруднику, Щипунову Андрею Николаевичу, первому заместителю генерального директора, докторам технических наук, Слюсареву Сергею Николаевичу, начальнику центра, Пальчикову Виталию Геннадьевичу, доктору физико-математических наук, доценту, главному научному сотруднику, Барышеву Вячеславу Николаевичу, старшему научному сотруднику, — работникам того же предприятия; Багаеву Сергею Николаевичу, доктору физико-математических наук, академику Российской академии наук, научному руководителю федерального государственного бюджетного учреждения науки Институт лазерной физики Сибирского отделения Российской академии наук; Беляеву Александру Алексеевичу, кандидату технических наук, генеральному директору закрытого акционерного общества «Время-Ч» | за разработку высокоточного комплекса квантовых эталонов времени и частоты для перспективных навигационных, геодезических и цифровых технологий |
| 13.   | Панкратенко Александру Никитовичу, доктору технических наук, профессору, заведующему кафедрой федерального государственного автономного образовательного учреждения высшего образования "Национальный исследовательский технологический университет «МИСиС», руководителю работы; Грошикову Сергею Николаевичу, генеральному директору общества с ограниченной ответственностью «Бустрен РМ», Рубинчику Эдуарду Борисовичу, главному конструктору, Сандуковскому Александру Эзаровичу, техническому директору, — работникам того же общества; Меркину Валерию Евсеевичу, доктору технических наук, профессору, генеральному директору общества с ограниченной ответственностью «Научно-инженерный центр Тоннельной ассоциации» | за разработку и внедрение высокоэффективной технологии строительства линейных объектов метрополитена |
| 14.   | Фролову Ивану Евгеньевичу, научному руководителю федерального государственного бюджетного учреждения «Арктический и антарктический научно-исследовательский институт», руководителю работы, Чилингарову Артуру Николаевичу, научному консультанту лаборатории, членам-корреспондентам Российской академии наук, Миронову Евгению Уаровичу, заведующему отделом, докторам географических наук, Гудошникову Юрию Петровичу, кандидату географических наук, заведующему лабораторией, Нестерову Александру Валерьевичу, научному сотруднику лаборатории, — работникам того же учреждения; Корнишину Константину Александровичу, менеджеру департамента публичного акционерного общества "Нефтяная компания «Роснефть», Пашали Александру Андреевичу, кандидату технических наук, директору департамента, Сочневу Олегу Яковлевичу, доктору технических наук, заместителю директора департамента, — работникам того же акционерного общества; Ефимову Ярославу Олеговичу, эксперту направления отдела общества с ограниченной ответственностью «Арктический Научно-Проектный Центр Шельфовых Разработок» | за определение характеристик ледяных образований морей российской Арктики и практическую реализацию технологических решений по снижению рисков их негативного воздействия на морские нефтегазовые сооружения при освоении континентального шельфа.                                                                    |